# Zenillia gowdeyi
Zenillia gowdeyi là một loài ruồi trong họ Tachinidae.